# Guido Adler
Guido Adler (Eibenschütz, 1º novembre 1855 – Vienna, 15 febbraio 1941) è stato un musicologo e docente austriaco, ed è considerato il padre della musicologia moderna.

## Biografia
Adler nacque a Eibenschütz, in Moravia. Il padre, Joachim, che svolgeva la professione di medico, morì quando Guido aveva solo due anni, e allora la madre decise di spostarsi a Iglau. Successivamente, nel 1864 la famiglia si trasferì a Vienna, e nel 1868 Adler iniziò a studiare teoria e composizione insieme a Karl Geiringer al Conservatorio della capitale austriaca sotto la guida del musicologo Eduard Hanslick e del musicista e compositore Anton Bruckner, affiancando all'impegno musicale l'interesse per il diritto e poi la frequenza della facoltà di giurisprudenza all'Università di Vienna, dove conseguì la laurea nel 1878. In questo periodo, presso l'Università fece delle conferenze su Richard Wagner fondando con Felix Mottl l'Accademia wagneriana. Grazie ai lavori di August Wilhelm Ambros, Friedrich Chrysander, Otto Jahn e Philipp Spitta emerse la sua inclinazione alla Storia della Musica e dopo un breve studio presso il Tribunale del Commercio di Vienna, egli vi si dedicò.
Nel 1880 ottenne il dottorato di ricerca, con una tesi sulla  musica occidentale fino al XVII secolo e due anni dopo conseguì l'abilitazione presso l'università viennese completando i propri studi musicali sull'armonia.
Agli inizi degli anni ottanta, oltre alla sua tesi per il dottorato pubblicata su una rivista specializzata, Allgemeine Musikzeitung, scrisse Eine Studie zur Geschichte der Harmonie, un saggio sulla  storia dell'armonia, anch'esso pubblicato, e nel 1884 fondò assieme a Philipp Spitta Vierteljahresschrift für Musikwissenschaft, una rivista specializzata di musicologia. Fu poi chiamato dall'Università di Praga che nel 1885 lo nominò professore di storia della musica.
Nel 1888, Adler si rivolse al governo dell'Austria suggerendo la redazione e la pubblicazione della grande musica austriaca. Incaricato del progetto Denkmäler der Tonkunst für Österreich, Adler fu il curatore per più di quarant'anni, dal 1894 al 1938, di 83 volumi della collana musicale. Nel biennio 1892-3 selezionò opere musicali dei sovrani Ferdinando III, Leopoldo I e Giuseppe I. Nel 1892 curò l'organizzazione della sezione musicale al Festival internazionale di musica e teatro, e nel 1898 – dopo essere subentrato a Hanslick – divenne professore di musicologia all'Università di Vienna, dove si occupò di organizzare un dipartimento universitario rivolto alla ricerca musicologica, istituzione che attirò l'attenzione di studenti di tutta Europa. Oltre alla passione per la musicologia, Adler si interessò di musica contemporanea e dodecafonica, in particolare dei lavori di Arnold Schönberg, e coltivò l'amicizia di Gustav Mahler, del quale scrisse un libro nel 1916. Nel 1927 provvide all'organizzazione delle celebrazioni per il centenario della morte di Beethoven, e nel 1935 compose la propria autobiografia, Wollen und Wirken.
Adler morì a Vienna il 15 febbraio 1941.